# پیش‌نهنگ
پروتوستوس (نام علمی: Protocetus atavus) کهن‌آب‌بازسانی از تیره پیش‌نهنگان بود که در ۴۵ میلیون سال پیش در ائوسن میانی در مصر زندگی می‌کرد.
این جانور دارای بدنی کشیده بود و طول بدنش به ۲٫۵ متر می‌رسید. اگرچه به نهنگهای امروزین شباهت داشت، ولی تفاوت‌هایی چون داشتن پاهای عقبی کوچک و وستیجیال و نیز باله‌های جلویی‌ای که پره‌پره بودند آن را از نهنگ‌های مدرن متمایز می‌کند. آرواره این نهنگ آغازین دراز با دندان‌های کشنده بود و اگرچه سوراخ تنفسی در آن به خوبی تشکیل نشده بود اما سوراخ بینی در همان هنگام نیز به سوی بالا آغاز به حرکت کرده بود.